# Пали (Удмуртия)
Пали — деревня в Увинском районе Удмуртии, входит в Удугучинское сельское поселение. Находится в 34 км к северо-востоку от посёлка Ува и в 63 км к северо-западу от Ижевска.
В списках численности населения на 1859—1873 годы население составляло 103 человека, на 2010 год — 17 человек.